# Йохан Георг Пинзел
Йохан Георг Пинзел (на немски: Johann Georg Pinsel) или Ян Йежи Пинзел (на полски: Jan Jerzy Pinzel; на украински: Іван Георгій Пінзель) е късно бароков полски скулптор и дърворезбар от германски или чешки произход, работил в източните части на Кралство Полша (днес Украйна) във втората половина на 18 век.  Наричан е Галичейският Микеланджело.
Роден е между 1715 и 1725 г. 
Биографичните данни за него са малко. Открит е от Ян Антоневич-Болоз и е изучаван от 1923 г., когато е споменат в монографията на Владислав Зила „Kościół i klasztor Dominikanów we Lwowie“ („Доминиканска църква и манастир в Лвов/Лвив“.  Първото и второто му имена, малко информация за семейството му и приблизителната дата на смъртта му са установени през 1993 г.  с откриването на регистри в бучачската римокатолическа епархия.  Мястото и точната му дата на раждане все още са неизвестни. 
Пинзел най-вероятно пристига в Галиция (тогава Полша) около 1750 г. и става придворен художник на Миколай Базилий Потоцки. Заселва се в Бучач  и през 1751 г. се жени за Мариана Майевска, с която има двама сина: Бернард и Антони.  Работи тясно с известния архитект Бернард Меретин  Мачией Полейовски (Maciej Polejowski) е негов ученик. 
Творбите на Пинзел включват скулптури и декорации на кметството на Бучач (от 1750-те), римокатолическата църква „Преображение Господне“ в Лвив (1756 – 1757) и гръцкокатолическата катедрала „Свети Георги“ в Лвив, (1759 – 1761), интериори на римокатолическите църкви в Монастириска (1761), Хороденка (1752 – 1755) и ХОдовиция (1757 – 1758), скулптури в римокатолическата енорийска църква в Вуданив. 
Единствената му творба, която е запазена в оригиналното си пространство положение е фасадата на катедралата „Свети Георги“. Скулптурните му комплекси в римокатолическите църкви в Хороденка и Монастирска са разрушени почти изцяло между 1939 и 1989. Фигурите на олтара в Ходовиция са спасен благодарение на усилия от работещите в Лвивската художествена галерия. 
Пинзел умира през 1761 или началото на 1762 г.

## Частичен списък с творби
- Каменна скулптура на Свети Йоан Непомуцки (запазени глави, 1750) и Дева Мария (1751) в Бучач
- Каменна скулптура за парапета на кметството на Бучач (първоначално са запазени 14)
- Олтара на църквата на непорочното зачатие на Дева Мария в Хороденка (от 18 скулптури са спасени 5)
- Колона със статуя на Дева Мария в Хороденка
- Интериорът на църквите в Устия Зелене (Монастириски район) и Хвиздец
- Свети Онуфрий (Рукомиш)